# Церковь Святого Иоанна Крестителя в Столовичах
Церковь Святого Иоанна Крестителя — католический храм, который был построен в местечке Столовичи Новогрудского воеводства в качестве главного храма командории Мальтийского ордена.

## История
В 1637—1639 гг. по приказу командора Мальтийского ордена Сигизмунда Кароля Радзивилла (1591—1642) в Столовичах для рыцарей ордена была возведена небольшая часовня со скульптурой Божьей матери Лоретанской и деревянный госпиталь.
В 1740 году началось строительство каменного храма по проекту архитектора Иосифа Фонтана в стиле виленского барокко. Идея построить костёл принадлежала владельцу местечка на то время командору Мальтийского ордена М. Домбровскому. Построенный костёл получил название св. Иоанна Крестителя. В общий объем храма часовня была включена в качестве пресвитерия. В 1743 году архитектор Иоганн Глаубиц доработал проект и завершил строительство. В 1746 году костёл был открыт для прихожан. В 1863 году храм был перестроен в православную Успенскую церковь. В настоящее время — православная церковь во имя Святого Александра Невского.

## Архитектура
Здание относится к типу трёхнефных двухбашенных базилик с прямоугольным пресвитерием и боковыми сакристиями. Главный фасад расчленен карнизами на 3 яруса. Вход оформлен 4 полуколоннами. Основной декоративный мотив — слоистые пилястры.
В апсиде храма — трёхъярусный алтарь с лепной композицией «Глория» и скульптурами Христа и Иоанна Крестителя по бокам. В боковых нефах — двухъярусные алтари. Пол мраморный.
Храм построен в стиле Виленского барокко.